# Rock Your Body
"Rock Your Body" (em inglês:  "Balançar Teu Corpo") é o terceiro single do álbum de estréia de Justin Timberlake, Justified. A música conta com a participação de Vanessa Marquez. Ela já foi contratada pela gravadora especializada em artistas de Hip-Hop, Star Trak Entertainment. Lançado em 2003, com a produção de The Neptunes, o single alcançou o #5 nos Estados Unidos.
"Rock Your Body" entrou em primeiro lugar nas paradas da Austrália, ficando lá por uma semana. E também, veio se tornar seu terceiro single consecutivo na posição #2, nas paradas do Reino Unido. Essa música foi escrita inicialmente para o cantor Michael Jackson, para seu álbum de inéditas, Invincible.

## Contovérsia do show do meio-tempo doSuper BowlXXXVIII
Enquanto Justin estava cantando essa música no meio-tempo do Super Bowl XXXVIII, com a cantora de R&B, Janet Jackson, teve um momento na parte da música em que ele canta: "have you naked by the end of this song" (em português: "porque eu preciso ter você nua até o final desta música") ele, [supostamente] acidentalmente tirou fora uma parte da roupa de Janet Jackson, mostrando o seu seio direito. O show estava sendo transmitido ao vivo pra uma rede de TV.
Justin quis tomar distância dessa controvérsia enquanto Janet encarou muitas críticas.

## Remixes/Versões oficiais
- Versão do Álbum — 4:27
- Instrumental — 4:27
- Edição de Rádio por Paul Oakenfold — 3:50
- Just In The Club Mix por [ander Kleinenberg; 9:42
- Mix por Paul Oakenfold; 5:41

## Videoclipe
O clipe é praticamente todo num lugar fechado, onde se tende a parecer uma boate, com Justin dançando. A dançarina feminina principal do clipe é Staci Flood que faz a parte de Vanessa Marquez da música.

## Desempenho nas paradas
| Paradas (2003)                                 | Melhor posição |
| ---------------------------------------------- | -------------- |
| Austrália (ARIA)                               | 1              |
| Áustria (Ö3 Austria Top 75)                    | 56             |
| Bélgica (Ultratop 50 de Flandres)              | 6              |
| Bélgica (Ultratop Dance de Flandres)           | 6              |
| Bélgica (Ultratop 50 da Valônia)               | 14             |
| Bélgica (Ultratop Dance da Valônia)            | 6              |
| Dinamarca (Hitlisten)                          | 3              |
| Estados Unidos (Billboard Hot 100)             | 5              |
| Estados Unidos (Billboard R&B/Hip-Hop Songs)   | 45             |
| Estados Unidos (Billboard Adult Top 40)        | 24             |
| Estados Unidos (Billboard Mainstream Top 40)   | 1              |
| Finlândia (Suomen virallinen lista)            | 6              |
| França (SNEP)                                  | 15             |
| O campo songid é OBRIGATÓRIO PARA PARADA ALEMÃ | 25             |
| Irlanda (IRMA)                                 | 4              |
| Países Baixos (Single Top 100)                 | 6              |
| Nova Zelândia (Recorded Music NZ)              | 4              |
| Noruega (VG-lista)                             | 17             |
| Roménia (Romanian Top 100)                     | 6              |
| Reino Unido (UK Singles Chart)                 | 2              |
| Suécia (Sverigetopplistan)                     | 15             |
| Suíça (Schweizer Hitparade)                    | 34             |